# District de Bhagalpur
Le District de Bhagalpur  (hindi : भागलपुर जिला, bengali : ভাগলপুর জিল্লা) est un district de l'état du Bihar en Inde.

## Géographie
Sa population de 3 037 766 habitants (en 2011) pour une superficie de 2 569 km2.